# Fermo Marelli
Alfredo Fermo Marelli (Milano, 6 novembre 1900 – Milano, 16 settembre 1990) è stato un imprenditore e dirigente d'azienda italiano.

## Biografia
Nato a Milano nel 1900, era il terzo di quattro figli dell'industriale Ercole Marelli. Laureato in Ingegneria elettrotecnica nel 1928 al Politecnico di Milano, già dopo la morte del padre avvenuta nel 1922, aveva fatto ingresso nella sua azienda, alla cui presidenza si era insediato Antonio Stefano Benni, di cui divenne collaboratore e grazie al quale si impratichì nella gestione amministrativa.
Della Ercole Marelli & C., importante azienda elettromeccanica, nel 1935-45 è stato vicepresidente e direttore generale. Divenuto il presidente nel 1946, con lui l'azienda fondata dal padre raggiunse il massimo della sua espansione, arrivando a contare agli inizi degli anni sessanta oltre 7.000 dipendenti. Marelli è stato massimo dirigente dell'azienda di famiglia fino al 1975, anno in cui il suo pacchetto di maggioranza venne rilevato da Luigi Nocivelli.  
Marelli ha ricoperto altre cariche, quali di vicepresidente di SAE, di GIE e dell'ANIE, di consigliere di amministrazione delle società Magneti Marelli, FIVRE, Radiomarelli e MABO, e di membro del comitato esecutivo dell'Assolombarda.
Morto a Milano nel 1990, all'età di 89 anni, è stato sposato con Rosa Carlotta Ronzoni, da cui ebbe i figli Ercole, Giuseppe, Ferdinando e Maddalena. I due figli maggiori Ercole e Giuseppe gli premorirono nel 1960, rispettivamente all'età di 24 e 23 anni, annegati causa di un violento temporale scoppiato sul Lago Trasimeno, nei pressi di Castiglione del Lago, in provincia di Perugia, dove si trovavano per una battuta di caccia assieme ad un loro amico, anch'egli annegato e deceduto.